# Dewa United Football Club
Maillots
Dewa United Banten Football Club, anciennement connu sous le nom de Martapura Football Club, est un club de football professionnel indonésien basé dans le kabupaten de Serang, dans la province de Banten. Le club évolue actuellement en Liga 1, la première division du championnat d'Indonésie.

## Histoire

### Martapura FC
Le club est fondé en 2009 sous le nom de Martapura Football Club. Il devient officiellement membre de la Fédération d'Indonésie de football le 11 mars de la même année. Martapura FC fait ses débuts en compétition nationale lors de la saison 2009-2010, en troisième division de la Liga Indonesia,.
Lors de la saison 2010-2011, le club termine à la cinquième place de la troisième division, ce qui lui permet d’accéder à la deuxième division en 2011. Cependant, en raison du dualisme institutionnel qui affecte alors le football indonésien, une période marquée par la coexistence de deux ligues concurrentes, la saison suivante ne débute qu’en 2012.
Martapura FC participe ainsi à la deuxième division de la Liga Indonesia en 2012 et obtient rapidement une nouvelle promotion. Lors de la saison 2013, avec un effectif majoritairement composé de joueurs locaux, le club termine à la deuxième place du tour final de la Liga Indonesia First Division, ce qui lui permet de grimper au niveau supérieur.
À partir de la saison 2014 de la Liga Indonesia Premier Division, Martapura FC adopte le stade Demang Lehman comme enceinte principale, en conformité avec les exigences réglementaires imposées par la PT Liga Indonesia;

### Dewa United
Le 22 février 2021, Martapura FC change officiellement de propriétaire après son acquisition par un groupe d'investisseurs composé de Garibaldi Thohir, Rendra Soedjono et Kevin Hardiman. À la suite de cette reprise, le club est rebaptisé Martapura Dewa United FC et est relocalisé à Tangerang du Sud, dans la province de Banten,.
Le 28 septembre 2021, Dewa United dispute son premier match officiel sous sa nouvelle identité lors de la saison 2021 de Liga 2, s'imposant 3-1 face à RANS Cilegon FC au stade Gelora Bung Karno Madya. Une semaine plus tard, le club enchaîne avec une victoire 2-0 contre Perserang Serang.
Le 30 novembre 2021, malgré une défaite 0-1 face à Persekat Tegal, Dewa United termine en tête du groupe B et se qualifie pour le second tour de la compétition. Le 23 décembre 2021, l’équipe se qualifie pour les demi-finales en remportant le groupe Y grâce à une victoire 1-0 contre PSMS Medan.
Le 27 décembre 2021, Dewa United s'incline 1-2 en demi-finale face à Persis Solo. Le 30 décembre, lors du match pour la troisième place, le club s’impose 1-0 face au PSIM Yogyakarta, grâce à un but inscrit en toute fin de match par Gufroni Al Maruf.
Cette victoire permet à Dewa United de terminer à la troisième place du championnat de Liga 2 2021 et d’obtenir sa promotion en Liga 1 pour la saison 2022.
À la suite d’une décision prise lors du congrès de la Fédération d'Indonésie de football le 30 mai 2022, le club retire officiellement la mention « Martapura » de son nom et devient simplement Dewa United FC.
Le Dewa United FC s'est officiellement déclaré représentant de Banten dans la plus haute compétition de caste du football indonésien. Cela a été marqué par un événement intitulé Déclaration des guerriers de Banten au stade international de Banten le dimanche 23 février 2025 après-midi. L'événement a réuni des centaines de fans de football à Serang qui ont salué la présence du Dewa United FC pour jouer au stade international de Banten.
Le 23 février 2025, Dewa United FC se déclare officiellement comme représentant de la province de Banten dans la plus haute division du football indonésien. Cette annonce est faite lors d’un événement intitulé « Déclaration des Guerriers de Banten », organisé au stade international de Banten, situé à Serang.
Dewa United terminé deuxième de la saison 2024-2025 de Liga 1, se qualifiant ainsi pour l'Challenge League de l'AFC 2025-2026.
 

## Personnel d'entraîneurs
| Position                      | Nom                 |
| ----------------------------- | ------------------- |
| Président                     | Tommy Hermann Lo    |
| PDG                           | Ardian Satya Negara |
| Chef d'équipe                 | Judo Iswantoro      |
| Entraîneur principal          | Jan Olde Riekerink  |
| Entraîneur-chef adjoint       | Roy Hendriksen      |
| Entraîneur adjoint            | Sari Bayu Eka       |
| Entraîneur adjoint            | Firman Utina        |
| Entraîneur de gardiens de but | Damian Van Rensburg |
| Préparateur physique          | Jan Kluitenberg     |
| entraîneur physique adjoint   | Hendra Pratama      |
| Analyste                      | Arya Luthfy         |

## Records saison par saison
Comme Martapura FC
| Season  | League/Division                 | Tms. | Pos.                                    | Piala Indonesia | AFC competition(s) | AFC competition(s) |
| ------- | ------------------------------- | ---- | --------------------------------------- | --------------- | ------------------ | ------------------ |
| 2009–10 | Troisième Division              |      |                                         | –               | –                  | –                  |
| 2010–11 | Troisième Division              |      | 2 dans le Groupe C (Quatrième tour)     | –               | –                  | –                  |
| 2012    | Second Division                 |      |                                         | –               | –                  | –                  |
| 2013    | Première Division               | 77   | 2 dans le Groupe XVIII (Troisième tour) | –               | –                  | –                  |
| 2014    | Première Division               | 60   | Demi-finaliste                          | –               | –                  | –                  |
| 2015    | Première Division               | 55   | did not finish                          | –               | –                  | –                  |
| 2016    | Indonesia Soccer Championship B | 50   | 4                                       | –               | –                  | –                  |
| 2017    | Liga 2                          | 61   | 4                                       | –               | –                  | –                  |
| 2018    | Liga 2                          | 24   | 5ᵉ de la région                         | Second round    | –                  | –                  |
| 2019    | Liga 2                          | 23   | 4 dans le groupe Y (deuxième tour)      | Second round    | –                  | –                  |
| 2020    | Liga 2                          | 24   | did not finish                          | –               | –                  | –                  |

Comme Dewa United FC
| Saison  | Ligue/Division | Tms. | Pos. | Piala Indonésie | Compétition(s) de l'AFC | Compétition(s) de l'AFC |
| ------- | -------------- | ---- | ---- | --------------- | ----------------------- | ----------------------- |
| 2021–22 | Ligue 2        | 24   | 3    | –               | –                       | –                       |
| 2022–23 | Ligue 1        | 18   | 17   | –               | –                       | –                       |
| 2023–24 | Ligue 1        | 18   | 5    | –               | –                       | –                       |
| 2024–25 | Ligue 1        | 18   | 2    | –               | –                       | –                       |

## Palmarès

### Martapura FC
- Liga 2
  - Quatrième place (1) : 2017
- Championnat d'Indonésie de football B
  - Quatrième place (1) : 2016

### Dewa United
- Liga 1
  - Finalistes (1) : 2024-2025
- Liga 2
  - Troisième place (1) : 2021 5ᵉ

## Supporters
Anak Dewa sont les principaux groupes de supporters du Dewa United FC.

## Mascotte
Golden Horn Unicorn est la mascotte du Dewa United FC. Le Dewa United FC vient du sud de Tangerang, dans la province de Banten. Deluxe Unicorn est le surnom de Dewa United FC, il existe un animal mythologique qui vit dans la province de Banten, à savoir la Licorne . Marco Polo s'était arrêté en Indonésie, plus précisément dans les îles de Sumatra et de Java, à son retour en Europe. Il prétendait avoir vu une licorne ou une créature mythologique sous la forme d'un cheval à une corne. Cependant, les chercheurs ont conclu que l’animal vu par Marco Polo était en fait un rhinocéros à une corne. La province de Banten est le dernier habitat naturel restant du rhinocéros à une corne. C'est pourquoi Dewa United FC a fait de la Licorne sa mascotte. La philosophie de la licorne est que l’animal représente la pureté, la guérison, la joie, le courage et une force inégalée. Le surnom de Dewa United est Deluxe Unicorn (Licorne de luxe), car le club Dewa United dispose d'installations luxueuses qui soutiennent les réalisations lors de la compétition en Liga 1
La mascotte officielle du Dewa United FC est la Golden Horn Unicorn (la Licorne à corne dorée). Ce choix s’inscrit dans une volonté du club de se forger une identité forte et distinctive, enracinée dans un imaginaire mythologique et local.
Le surnom du club, Deluxe Unicorn (Licorne de luxe), reflète à la fois l’ambition du club et la qualité de ses infrastructures, réputées parmi les plus modernes du football indonésien.
Ce symbole trouve également un écho culturel et historique dans la région. Bien que Dewa United soit aujourd’hui basé dans la province de Banten, au sud de Tangerang, le choix de la licorne fait référence à un récit ancien lié au célèbre explorateur Marco Polo. Lors de son passage dans les îles de Sumatra et de Java, ce dernier aurait affirmé avoir observé une créature semblable à une licorne. Les chercheurs estiment aujourd’hui qu’il s’agissait en réalité d’un rhinocéros indien de Java, une espèce rare dont Banten abrite encore l’un des derniers habitats naturels.
La licorne, en tant que symbole, incarne des valeurs telles que la pureté, la guérison, la joie, le courage et une force inégalée.

## Sponsors
- BAIC Indonésie
- Vache joue Vache meugle
- Résidence Carstensz et centre commercial BSD
- Solitaire JHL

## Équipementier sportif
- Mills Sport (2021–2023)
- DRX Wear (depuis 2023)